# AO Весов
AO Весов (лат. AO Librae) — одиночная переменная звезда в созвездии Весов на расстоянии (вычисленном из значения параллакса) приблизительно 45808 световых лет (около 14045 парсеков) от Солнца. Видимая звёздная величина звезды — от +15,8m до +14,2m.

## Характеристики
AO Весов — пульсирующая переменная звезда типа RR Лиры (RRAB).